# Major Vieira
Pour les articles homonymes, voir Vieira.
Major Vieira est une ville brésilienne du nord de l'État de Santa Catarina.

## Géographie
Major Vieira se situe par une latitude de 26° 22′ 04″ sud et par une longitude de 50° 19′ 41″ ouest, à une altitude de 786 mètres.
Sa population était de 7 479 habitants au recensement de 2010. La municipalité s'étend sur 526 km2.
Elle fait partie de la microrégion de Canoinhas, dans la mésorégion Nord de Santa Catarina.

## Villes voisines
Major Vieira est voisine des municipalités (municípios) suivantes :
- Santa Cecília
- Timbó Grande
- Bela Vista do Toldo
- Canoinhas
- Três Barras
- Papanduva
- Monte Castelo